# Soorts-Hossegor
Soorts-Hossegor ist eine französische Gemeinde mit 3669 Einwohnern (Stand 1. Januar 2022) im Département Landes in der Region Nouvelle-Aquitaine. Soorts-Hossegor liegt etwa 21 km nördlich von Biarritz. Der Ortsteil Hossegor liegt unmittelbar an der Atlantikküste und wird als Badeort genutzt.
Am Strand von Hossegor finden Wellenreiter oftmals sehr gute Bedingungen vor. Die Strandabschnitte La Gravière und Les Culs Nus sind bei Wellenreitern international bekannt. Im Spätherbst gibt es die berühmte Welle La Nord.
| Bevölkerungsentwicklung | Bevölkerungsentwicklung | Bevölkerungsentwicklung | Bevölkerungsentwicklung | Bevölkerungsentwicklung | Bevölkerungsentwicklung | Bevölkerungsentwicklung | Bevölkerungsentwicklung | Bevölkerungsentwicklung | Bevölkerungsentwicklung |
| Jahr                    | 1962                    | 1968                    | 1975                    | 1982                    | 1990                    | 1999                    | 2009                    | 2017                    | 2019                    |
| ----------------------- | ----------------------- | ----------------------- | ----------------------- | ----------------------- | ----------------------- | ----------------------- | ----------------------- | ----------------------- | ----------------------- |
| Einwohner               | 1755                    | 2071                    | 2248                    | 2544                    | 2829                    | 3296                    | 3668                    | 3580                    | 3480                    |

## Persönlichkeiten (Auswahl)
Die Liste enthält eine alphabetische Übersicht bedeutender, in Soorts-Hossegor geborener oder dort (auch ehemals) lebender, wirkender oder verstorbener Persönlichkeiten.

### Geboren in Soorts-Hossegor
- Annette Tison (1942–2010[4]), Zeichnerin und Architektin

### Anderweitig mit dem Ort verbunden
- Pierre Agnès (1964–2018), Chef der Boardriders-Gruppe, zu der u. a. auch die Marke Quiksilver gehört, ist mit seinem Boot vor der Küste Hossegors verunglückt[5]
- Gabriel Léon Marie Joseph de Chabannes, 5. Marquis de Chabannes (1898–1966)[6][7] und Marquise Mahaut Marie M. J. de Chabannes, née de Béthune-Sully (1901–1981)[8]; beide liegen auf dem Friedhof in Soorts-Hossegor begraben
- Michel Jazy (1936–2024), französischer Leichtathlet
- François Mitterrand (1916–1996), französischer Politiker, Präsident Frankreichs von 1981 bis 1995
- The Dead Krazukies, Punkband[9]